# Malcolm Svensson
Malcolm Svensson (Per Malcolm Svensson; * 25. Oktober 1885 in Kulltorp; † 19. März 1961 in Jönköping) war ein schwedischer Hammerwerfer.
Bei den Olympischen Spielen 1920 in Antwerpen wurde er Vierter im Hammerwurf und Fünfter im Gewichtwurf.
Seine persönliche Bestleistung im Hammerwurf von 49,73 m stellte er am 9. September 1923 in Norrköping auf.